# Coppa Italia 1988-1989
La Coppa Italia 1988-1989 fu la 42ª edizione della manifestazione calcistica. Iniziò il 21 agosto 1988 e si concluse il 28 giugno 1989. Essa venne vinta dalla Sampdoria, che se l'aggiudicò per la terza volta.
Per riempire il vuoto nel calendario autunnale causato dal rinvio dell'inizio del campionato in rispetto per le Olimpiadi di Seul, viene architettato un format una tantum che prevede una doppia fase a gironi prima dei quarti ad eliminazione diretta e che porta a 14 gli incontri disputati dalle finaliste (massimo per tutte le edizioni del torneo finora disputate). La finale è vinta dai blucerchiati contro il Napoli, che vince in casa per uno a zero la partita di andata, ma perde il ritorno (disputato allo Zini di Cremona per l'indisponibilità del Ferraris) per quattro a zero.
In quest'edizione non solo la finale di ritorno, ma anche moltissime partite della fase eliminatoria vennero disputate in campo neutro per l'indisponibilità di diversi stadi causa lavori di ristrutturazione per i campionati mondiali che si disputarono in Italia nel 1990. Nella fattispecie, vista l'indisponibilità dello Stadio Olimpico, Roma e Lazio furono costrette a traslocare allo Stadio Flaminio.
Gianluca Vialli vince la classifica cannonieri con 13 reti, record assoluto di realizzazioni in una singola edizione del torneo.
A differenza di quanto avvenuto nell'edizione precedente, nei gironi vennero assegnati due punti per la vittoria, uno per il pareggio e nessuno per la sconfitta, come d'uso all'epoca.

## Primo turno

### Girone 1
| Squadra     | P.ti | G | V | N | P | GF | GS | DR |
| ----------- | ---- | - | - | - | - | -- | -- | -- |
| 1. Ascoli   | 7    | 5 | 2 | 3 | 0 | 9  | 5  | +4 |
| 2. Inter    | 7    | 5 | 3 | 1 | 1 | 6  | 3  | +3 |
| 3. Brescia  | 6    | 5 | 2 | 2 | 1 | 7  | 6  | +1 |
| 4. Parma    | 5    | 5 | 1 | 3 | 1 | 7  | 7  | 0  |
| 5. Reggina  | 5    | 5 | 2 | 1 | 2 | 5  | 6  | -1 |
| 6. Monopoli | 0    | 5 | 0 | 0 | 5 | 3  | 10 | -7 |

| Arbitro: | Pucci (Firenze) |

|                                   |           |  |
| Aloisi 22’ Giovannelli 48’ (rig.) | Marcatori |  |

| Arbitro: | Cafaro (Grosseto) |

|           |           |                         |
| Cerri 84’ | Marcatori | 20’ Argentesi 78’ Rossi |

| Arbitro: | Sguizzato (Verona) |

|               |           |                                 |
| Di Nicola 89’ | Marcatori | 78’ (rig.) Matthäus 84’ Morello |

| Arbitro: | Beschin (Legnago) |

|                      |           |              |
| Turchetta 57’ (rig.) | Marcatori | 66’ Agostini |

| Arbitro: | Di Cola (Avezzano) |

|            |           |  |
| Serena 80’ | Marcatori |  |

| Reggio Calabria 24 agosto 1988, ore 20:45 CEST 2ª giornata | Reggina            | 0 – 0 referto | Parma | Stadio Comunale (6.459 spett.)\| Arbitro: \| Stafoggia (Pesaro) \| |
| Arbitro:                                                   | Stafoggia (Pesaro) |               |       |                                                                    |

| Ascoli Piceno 28 agosto 1988, ore 18:00 CEST 3ª giornata | Ascoli        | 0 – 0 referto | Inter | Stadio Cino e Lillo Del Duca (6.407 spett.)\| Arbitro: \| Longhi (Roma) \| |
| Arbitro:                                                 | Longhi (Roma) |               |       |                                                                            |

| Arbitro: | Sanguineti (Chiavari) |

|                      |           |            |
| Turrini 61’ Osio 68’ | Marcatori | 87’ Ghezzi |

| Arbitro: | Quartuccio (Torre Annunziata) |

|                              |           |             |
| Lunerti 49’, 87’ Bagnato 73’ | Marcatori | 71’ Cecconi |

| Arbitro: | Bruni (Arezzo) |

|             |           |           |
| Mariani 51’ | Marcatori | 85’ Rossi |

| Arbitro: | Felicani (Bologna) |

|                                   |           |  |
| Serena 23’ (rig.), 43’ Ciocci 72’ | Marcatori |  |

| Arbitro: | Quartuccio (Torre Annunziata) |

|                  |           |                                        |
| Rizzo 78’ (rig.) | Marcatori | 17’ Cvetković 48’ Benetti 87’ Fontolan |

| Arbitro: | Fabricatore (Roma) |

|                                                  |           |                                              |
| Agostini 8’ Cvetkovic 13’ Giovannelli 75’ (rig.) | Marcatori | 41’ Di Nicola 62’ (aut.) Arslanovic 83’ Osio |

| Arbitro: | Luci (Firenze) |

|                        |           |  |
| Cecconi 24’ Corini 75’ | Marcatori |  |

| Arbitro: | Ceccarini (Livorno) |

|                     |           |  |
| Sasso 43’ Zanin 83’ | Marcatori |  |

### Girone 2
| Squadra      | P.ti | G | V | N | P | GF | GS | DR |
| ------------ | ---- | - | - | - | - | -- | -- | -- |
| 1. Torino    | 9    | 5 | 4 | 1 | 0 | 8  | 4  | +4 |
| 2. Udinese   | 6    | 5 | 3 | 0 | 2 | 10 | 4  | +6 |
| 3. Cesena    | 5    | 5 | 2 | 1 | 2 | 5  | 4  | +1 |
| 4. Foggia    | 4    | 5 | 2 | 0 | 3 | 5  | 7  | -2 |
| 5. Catanzaro | 3    | 5 | 0 | 3 | 2 | 3  | 7  | -4 |
| 6. Triestina | 3    | 5 | 1 | 1 | 3 | 3  | 8  | -5 |

| Arbitro: | Luci (Firenze) |

|            |           |  |
| Traini 82’ | Marcatori |  |

| Arbitro: | Boggi (Salerno) |

|             |           |  |
| Coppola 70’ | Marcatori |  |

| Arbitro: | Beschin (Legnago) |

|               |           |                  |
| Simonetta 30’ | Marcatori | 35’ Comi 51’ Edu |

| Arbitro: | Fabricatore (Roma) |

|             |           |            |
| Palanca 47’ | Marcatori | 71’ Traini |

| Arbitro: | Lanese (Messina) |

|              |           |                        |
| Marchetti 5’ | Marcatori | 63’ Škoro 73’ Brambati |

| Arbitro: | Acri (Novi Ligure) |

|                                   |           |  |
| De Vitis 14’, 26’, 40’ Branca 35’ | Marcatori |  |

| Arbitro: | Trentalange (Torino) |

|                                     |           |             |
| Traini 28’, 81’ (rig.) Agostini 88’ | Marcatori | 74’ Fratena |

| Arbitro: | Coppetelli (Tivoli) |

|                    |           |              |
| Comi 13’ Škoro 90’ | Marcatori | 59’ De Vitis |

| Arbitro: | Cafaro (Grosseto) |

|               |           |                |
| Simonetta 22’ | Marcatori | 88’ Pellegrino |

| Arbitro: | Piana (Modena) |

|             |           |  |
| Fratena 39’ | Marcatori |  |

| Arbitro: | Amendolia (Messina) |

|          |           |  |
| Comi 67’ | Marcatori |  |

| Arbitro: | Cornieti (Forlì) |

|                                            |           |  |
| De Vitis 53’ Corino 58’ (aut.) Zannoni 61’ | Marcatori |  |

| Arbitro: | Di Cola (Avezzano) |

|             |           |           |
| Palanca 80’ | Marcatori | 86’ Škoro |

| Arbitro: | Dal Forno (Ivrea) |

|                     |           |  |
| De Falco 63’ (rig.) | Marcatori |  |

| Arbitro: | Iori (Parma) |

|                       |           |             |
| De Vitis 37’ Pasa 42’ | Marcatori | 65’ Coppola |

### Girone 3
| Squadra       | P.ti | G | V | N | P | GF | GS | DR |
| ------------- | ---- | - | - | - | - | -- | -- | -- |
| 1. Milan      | 9    | 5 | 4 | 1 | 0 | 10 | 4  | +6 |
| 2. Pescara    | 8    | 5 | 4 | 0 | 1 | 11 | 7  | +4 |
| 3. Lazio      | 6    | 5 | 3 | 0 | 2 | 11 | 7  | +4 |
| 4. Messina    | 3    | 5 | 1 | 1 | 3 | 12 | 13 | -1 |
| 5. Campobasso | 2    | 5 | 1 | 0 | 4 | 5  | 10 | -5 |
| 6. Licata     | 2    | 5 | 1 | 0 | 4 | 5  | 13 | -8 |

| Arbitro: | Sanguineti (Chiavari) |

|                                             |           |           |
| Sarracino 51’ (aut.) Schillaci 60’ Doni 65’ | Marcatori | 10’ Mitri |

| Arbitro: | Felicani (Bologna) |

|                         |           |  |
| Virdis 29’ Donadoni 57’ | Marcatori |  |

| Arbitro: | Cornieti (Forlì) |

|                           |           |            |
| Bruno 31’ Marchegiani 69’ | Marcatori | 6’ Dezotti |

| Arbitro: | Satariano (Palermo) |

|  |           |            |
|  | Marcatori | 41’ Zanone |

| Arbitro: | Nicchi (Arezzo) |

|                                        |           |  |
| Rubén Sosa 67’ (rig.), 81’ Rizzolo 79’ | Marcatori |  |

| Arbitro: | Paparesta (Bari) |

|               |           |                |
| Pierleoni 48’ | Marcatori | 45’ Van Basten |

| Arbitro: | Bailo (Novi Ligure) |

|                          |           |  |
| Di Canio 69’ Dezotti 78’ | Marcatori |  |

| Arbitro: | Frigerio (Milano) |

|                                     |           |                        |
| La Rosa 4’ Sorce 55’ Donnarumma 86’ | Marcatori | 85’ Mossini 90’ Modica |

| Arbitro: | Lo Bello (Siracusa) |

|           |           |                     |
| Zanone 1’ | Marcatori | 54’, 64’ Van Basten |

| Arbitro: | Baldas (Trieste) |

|          |           |                             |
| Moro 71’ | Marcatori | 26’ Mannari 48’, 56’ Gullit |

| Arbitro: | Luci (Firenze) |

|                |           |                    |
| Donnarumma 90’ | Marcatori | 44’, 72’, 81’ Tita |

| Arbitro: | Pezzella (Frattamaggiore) |

|                                               |           |                                            |
| Modica 38’ Schillaci 51’ (rig.) Cambiaghi 63’ | Marcatori | 21’ Marino 58’, 78’ Dezotti 67’ Rubén Sosa |

| Arbitro: | Boemo (Cervignano del Friuli) |

|                                         |           |                   |
| Mitri 15’ (rig.) Moro 89’ Tavolieri 90’ | Marcatori | 64’ (aut.) Caruso |

| Arbitro: | D'Elia (Salerno) |

|                            |           |             |
| Mannari 11’ Cappellini 28’ | Marcatori | 42’ Rizzolo |

| Arbitro: | Felicani (Bologna) |

|                                      |           |                                    |
| Tita 36’, 37’, 68’ (rig.) Pagano 85’ | Marcatori | 48’, 60’ (rig.), 78’ (rig.) Modica |

### Girone 4
| Squadra              | P.ti | G | V | N | P | GF | GS | DR  |
| -------------------- | ---- | - | - | - | - | -- | -- | --- |
| 1. Juventus          | 7    | 5 | 2 | 3 | 0 | 12 | 6  | +6  |
| 2. Verona            | 7    | 5 | 3 | 1 | 1 | 11 | 5  | +6  |
| 3. Atalanta          | 7    | 5 | 3 | 1 | 1 | 8  | 4  | +4  |
| 4. Cosenza           | 5    | 5 | 2 | 1 | 2 | 8  | 8  | 0   |
| 5. Lanerossi Vicenza | 3    | 5 | 1 | 1 | 3 | 5  | 11 | -6  |
| 6. Taranto           | 1    | 5 | 0 | 1 | 4 | 2  | 12 | -10 |

| Arbitro: | Acri (Novi Ligure) |

|                                         |           |  |
| Incocciati 30’ Garlini 36’ Bonacina 70’ | Marcatori |  |

| Cosenza 21 agosto 1988, ore 20:30 CEST 1ª giornata | Cosenza                   | 0 – 0 referto | Juventus | Stadio San Vito (24 209 spett.)\| Arbitro: \| Pezzella (Frattamaggiore) \| |
| Arbitro:                                           | Pezzella (Frattamaggiore) |               |          |                                                                            |

| Arbitro: | Quartuccio (Torre Annunziata) |

|  |           |              |
|  | Marcatori | 87’ Caniggia |

| Arbitro: | Longhi (Roma) |

|             |           |                             |
| Follone 84’ | Marcatori | 12’ Nicolini 21’ Incocciati |

| Arbitro: | Felicani (Bologna) |

|                                                 |           |           |
| Altobelli 17’, 36’ (rig.), 50’ Laudrup 19’, 53’ | Marcatori | 82’ Pizzi |

| Arbitro: | Pucci (Firenze) |

|                                  |           |  |
| Galderisi 39’, 63’ Gasparini 90’ | Marcatori |  |

| Arbitro: | Lanese (Messina) |

|               |           |               |
| Fortunato 52’ | Marcatori | 42’ Altobelli |

| Pordenone 28 agosto 1988, ore 20:30 CEST 3ª giornata | Lanerossi Vicenza | 0 – 0 referto | Taranto | Stadio Ottavio Bottecchia (15 000 spett.)\| Arbitro: \| Bruni (Arezzo) \| |
| Arbitro:                                             | Bruni (Arezzo)    |               |         |                                                                           |

| Arbitro: | Satariano (Palermo) |

|                                           |           |                              |
| Pacione 13’, 44’ Iachini 50’ Marangon 90’ | Marcatori | 20’ (aut.) Soldà 25’ Follone |

| Arbitro: | Paparesta (Bari) |

|                    |           |  |
| Garlini 47’ (rig.) | Marcatori |  |

| Arbitro: | Boggi (Salerno) |

|                          |           |                          |
| Urban 41’, 78’ Brogi 73’ | Marcatori | 4’, 39’ (rig.) Nicoletti |

| Arbitro: | Sguizzato (Verona) |

|                                 |           |                                               |
| Lerda 35’ D'Ignazio Pulpito 71’ | Marcatori | 37’, 55’, 88’ (rig.) Altobelli 84’ Rui Barros |

| Arbitro: | Amendolia (Messina) |

|                                  |           |             |
| Nicoletti 22’ (rig.) Montani 25’ | Marcatori | 65’ Garlini |

| Arbitro: | Cafaro (Grosseto) |

|  |           |                        |
|  | Marcatori | 63’ Padovano 83’ Brogi |

| Arbitro: | Cornieti (Forlì) |

|                                      |           |                         |
| Brio 43’ (aut.) Galderisi 52’ (rig.) | Marcatori | 46’ Alessio 64’ Cabrini |

### Girone 5
| Squadra     | P.ti | G | V | N | P | GF | GS | DR |
| ----------- | ---- | - | - | - | - | -- | -- | -- |
| 1. Roma     | 8    | 5 | 4 | 0 | 1 | 14 | 7  | +7 |
| 2. Monza    | 8    | 5 | 3 | 2 | 0 | 7  | 3  | +4 |
| 3. Como     | 6    | 5 | 2 | 2 | 1 | 3  | 3  | 0  |
| 4. Piacenza | 6    | 5 | 2 | 2 | 1 | 6  | 7  | -1 |
| 5. Empoli   | 2    | 5 | 1 | 0 | 4 | 6  | 7  | -1 |
| 6. Prato    | 0    | 5 | 0 | 0 | 5 | 3  | 12 | -9 |

| Arbitro: | Guidi (Bologna) |

|                   |           |                |
| Notaristefano 11’ | Marcatori | 84’ Zanoncelli |

| Arbitro: | Trentalange (Torino) |

|             |           |  |
| Galassi 36’ | Marcatori |  |

| Arbitro: | Frigerio (Milano) |

|                     |           |                                        |
| Labadini 40’ (rig.) | Marcatori | 28’ Völler 36’ Renato Gaúcho 56’ Conti |

| Arbitro: | Lo Bello (Siracusa) |

|                          |           |                                       |
| Baiano 46’ Cristiani 83’ | Marcatori | 7’ Völler 53’ Conti 60’ Renato Gaúcho |

| Arbitro: | Ceccarini (Livorno) |

|               |           |             |
| Colasante 10’ | Marcatori | 57’ Mancuso |

| Arbitro: | Monni (Sassari) |

|  |           |             |
|  | Marcatori | 22’ Viviani |

| Como 28 agosto 1988, ore 20:30 CEST 3ª giornata | Como           | 0 – 0 referto | Piacenza | Stadio Giuseppe Sinigaglia (9.000 spett.)\| Arbitro: \| Luci (Firenze) \| |
| Arbitro:                                        | Luci (Firenze) |               |          |                                                                           |

| Arbitro: | Stafoggia (Pesaro) |

|                                          |           |            |
| Trevisan 26’ Cristiani 37’ Soda 69’, 79’ | Marcatori | 13’ Turchi |

| Arbitro: | Pezzella (Frattamaggiore) |

|                           |           |                     |
| Casiraghi 22’ Mancuso 60’ | Marcatori | 39’ (rig.) Giannini |

| Arbitro: | Satariano (Palermo) |

|              |           |  |
| Gaudenzi 61’ | Marcatori |  |

| Arbitro: | Frattin (Castelfranco Veneto) |

|                         |           |              |
| Galassi 56’ Madonna 60’ | Marcatori | 69’ Galbiati |

| Arbitro: | Pairetto (Torino) |

|                                    |           |  |
| Giannini 45’ (rig.) Rizzitelli 63’ | Marcatori |  |

| Arbitro: | Bailo (Novi Ligure) |

|                   |           |  |
| Notaristefano 51’ | Marcatori |  |

| Arbitro: | Calabretta (Catanzaro) |

|  |           |                      |
|  | Marcatori | 41’, 76’ (rig.) Ganz |

| Arbitro: | Paparesta (Bari) |

|                                                      |           |                         |
| Conti 50’ Rizzitelli 53’, 57’, 67’ Renato Gaúcho 89’ | Marcatori | 25’ Madonna 79’ Scaglia |

### Girone 6
| Squadra             | P.ti | G | V | N | P | GF | GS | DR |
| ------------------- | ---- | - | - | - | - | -- | -- | -- |
| 1. Pisa             | 7    | 5 | 2 | 3 | 0 | 9  | 6  | +3 |
| 2. Fiorentina       | 7    | 5 | 3 | 1 | 1 | 7  | 4  | +3 |
| 3. Ancona           | 5    | 5 | 2 | 1 | 2 | 4  | 3  | +1 |
| 4. Genoa            | 5    | 5 | 1 | 3 | 1 | 4  | 4  | 0  |
| 5. Virescit Bergamo | 4    | 5 | 1 | 2 | 2 | 5  | 8  | -3 |
| 6. Avellino         | 2    | 5 | 0 | 2 | 3 | 2  | 6  | -4 |

| Arbitro: | Dal Forno (Ivrea) |

|             |           |                        |
| Cangini 53’ | Marcatori | 21’ Been 23’ Lucarelli |

| Arbitro: | Iori (Parma) |

|             |           |                 |
| Sormani 67’ | Marcatori | 17’ Cornacchini |

| Alessandria 21 agosto 1988, ore 20:30 CEST 1ª giornata | Genoa            | 0 – 0 referto | Fiorentina | Stadio Giuseppe Moccagatta (24.086 spett.)\| Arbitro: \| Baldas (Trieste) \| |
| Arbitro:                                               | Baldas (Trieste) |               |            |                                                                              |

| Arbitro: | Amendolia (Messina) |

|            |           |  |
| Baggio 12’ | Marcatori |  |

| Savona 24 agosto 1988, ore 20:30 CEST 2ª giornata | Genoa           | 0 – 0 referto | Ancona | Stadio Valerio Bacigalupo (20.000 spett.)\| Arbitro: \| Guidi (Bologna) \| |
| Arbitro:                                          | Guidi (Bologna) |               |        |                                                                            |

| Arbitro: | Bailo (Novi Ligure) |

|                 |           |                       |
| Cornacchini 68’ | Marcatori | 56’ (aut.) Zoppellaro |

| Arbitro: | Boemo (Cervignano del Friuli) |

|             |           |  |
| Cangini 14’ | Marcatori |  |

| Arbitro: | Fabricatore (Roma) |

|  |           |             |
|  | Marcatori | 56’ Onorati |

| Arbitro: | Cornieti (Forlì) |

|                                           |           |                      |
| Been 7’ Piovanelli 30’ Severeyns 37’, 77’ | Marcatori | 66’ Baggio 90’ Dunga |

| Arbitro: | Di Cola (Avezzano) |

|  |           |               |
|  | Marcatori | 60’, 90’ Neri |

| Arbitro: | Guidi (Bologna) |

|                                   |           |  |
| Baggio 4’ (rig.), 83’ Aguirre 54’ | Marcatori |  |

| Arbitro: | Amendolia (Messina) |

|                     |           |               |
| Fontolan 44’ (rig.) | Marcatori | 89’ Lucarelli |

| Arbitro: | Agnolin (Bassano del Grappa) |

|  |           |                   |
|  | Marcatori | 51’ (rig.) Baggio |

| Arbitro: | Beschin (Legnago) |

|               |           |               |
| Severeyns 27’ | Marcatori | 73’ Francioso |

| Arbitro: | Trentalange (Torino) |

|                                                 |           |                         |
| Cornacchini 31’ Messina 52’ Torrente 89’ (aut.) | Marcatori | 23’ Di Carlo 69’ Eranio |

### Girone 7
| Squadra           | P.ti | G | V | N | P | GF | GS | DR  |
| ----------------- | ---- | - | - | - | - | -- | -- | --- |
| 1. Napoli         | 8    | 5 | 4 | 0 | 1 | 9  | 3  | +6  |
| 2. Bari           | 8    | 5 | 3 | 2 | 0 | 7  | 2  | +5  |
| 3. Sambenedettese | 6    | 5 | 2 | 2 | 1 | 5  | 4  | +1  |
| 4. Bologna        | 4    | 5 | 2 | 0 | 3 | 10 | 5  | +5  |
| 5. Barletta       | 3    | 5 | 0 | 3 | 2 | 3  | 10 | -7  |
| 6. Spezia         | 1    | 5 | 0 | 1 | 4 | 3  | 13 | -10 |

| Arbitro: | Amendolia (Messina) |

|                   |           |             |
| Giusto 75’ (rig.) | Marcatori | 16’ Monelli |

| Arbitro: | Coppetelli (Tivoli) |

|                         |           |  |
| Roselli 6’ Cardelli 51’ | Marcatori |  |

| Arbitro: | Nicchi (Arezzo) |

|                      |           |                                 |
| Ceccaroni 76’ (rig.) | Marcatori | 73’ Francini 80’, 83’ Carnevale |

| Arbitro: | Magni (Bergamo) |

|                            |           |  |
| Armenise 29’ Maiellaro 84’ | Marcatori |  |

| Arbitro: | Piana (Modena) |

|                |           |            |
| Marcellino 59’ | Marcatori | 44’ Valoti |

| Arbitro: | Frattin (Castelfranco Veneto) |

|                                               |           |  |
| Lorenzo 28’, 69’ Quaggiotto 57’ Poli 67’, 68’ | Marcatori |  |

| Arbitro: | Sguizzato (Verona) |

|                                                   |           |                |
| Hugo Rubio 2’, 68’ Poli 56’ Demol 64’ Lorenzo 73’ | Marcatori | 24’ Mazzaferro |

| Arbitro: | Baldas (Trieste) |

|  |           |                                |
|  | Marcatori | 25’ (aut.) Salvioni 68’ Romano |

| Arbitro: | Dal Forno (Ivrea) |

|             |           |                                        |
| Mariano 26’ | Marcatori | 45’ Armenise 52’ Scarafoni 86’ Monelli |

| Arbitro: | Nicchi (Arezzo) |

|            |           |  |
| Loseto 60’ | Marcatori |  |

| Arbitro: | Frigerio (Milano) |

|                                    |           |  |
| Renica 37’ Alemão 45’ Maradona 73’ | Marcatori |  |

| Arbitro: | Monni (Sassari) |

|             |           |                            |
| Mariano 88’ | Marcatori | 40’ Roselli 45’ Ficcadenti |

| Barletta 3 settembre 1988, ore 20:30 CEST 5ª giornata | Barletta           | 0 – 0 referto | Spezia | Stadio Comunale (4.000 spett.)\| Arbitro: \| Stafoggia (Pesaro) \| |
| Arbitro:                                              | Stafoggia (Pesaro) |               |        |                                                                    |

| Arbitro: | Pairetto (Torino) |

|              |           |  |
| Maradona 81’ | Marcatori |  |

| San Benedetto del Tronto 3 settembre 1988, ore 20:30 CEST 5ª giornata | Sambenedettese     | 0 – 0 referto | Bari | Stadio Riviera delle Palme (12.765 spett.)\| Arbitro: \| Sguizzato (Verona) \| |
| Arbitro:                                                              | Sguizzato (Verona) |               |      |                                                                                |

### Girone 8
| Squadra      | P.ti | G | V | N | P | GF | GS | DR  |
| ------------ | ---- | - | - | - | - | -- | -- | --- |
| 1. Sampdoria | 9    | 5 | 4 | 1 | 0 | 14 | 2  | +12 |
| 2. Lecce     | 6    | 5 | 2 | 2 | 1 | 3  | 2  | +1  |
| 3. Modena    | 6    | 5 | 3 | 0 | 2 | 7  | 7  | 0   |
| 4. Cremonese | 6    | 5 | 3 | 0 | 2 | 5  | 6  | -1  |
| 5. Padova    | 2    | 5 | 0 | 2 | 3 | 3  | 9  | -6  |
| 6. Arezzo    | 1    | 5 | 0 | 1 | 4 | 2  | 8  | -6  |

| Arbitro: | Di Cola (Avezzano) |

|  |           |                     |
|  | Marcatori | 66’, 73’ Vierchowod |

| Arbitro: | Boemo (Cervignano del Friuli) |

|                           |           |  |
| Rizzardi 18’ Lombardo 22’ | Marcatori |  |

| Arbitro: | Fabricatore (Roma) |

|              |           |              |
| Simonini 61’ | Marcatori | 48’ Paciocco |

| Arbitro: | Dal Forno (Ivrea) |

|              |           |  |
| Sorbello 36’ | Marcatori |  |

| Arbitro: | Iori (Parma) |

|                |           |              |
| Piacentini 83’ | Marcatori | 52’ Giannini |

| Arbitro: | Pairetto (Torino) |

|                                                 |           |  |
| Vialli 21’, 73’ Dossena 34’, 40’ Vierchowod 54’ | Marcatori |  |

| Arbitro: | Boggi (Salerno) |

|  |           |             |
|  | Marcatori | 68’ Cinello |

| Lecce 28 agosto 1988, ore 21:00 CEST 3ª giornata | Lecce           | 0 – 0 referto | Sampdoria | Stadio Via del Mare (16 000 spett.)\| Arbitro: \| Magni (Bergamo) \| |
| Arbitro:                                         | Magni (Bergamo) |               |           |                                                                      |

| Arbitro: | Ceccarini (Livorno) |

|                           |           |  |
| Sanguin 37’ Montanari 85’ | Marcatori |  |

| Arbitro: | Acri (Novi Ligure) |

|  |           |             |
|  | Marcatori | 25’ Moriero |

| Arbitro: | Pucci (Firenze) |

|                      |           |  |
| Bivi 17’ Cinello 79’ | Marcatori |  |

| Arbitro: | Beschin (Legnago) |

|                                                 |           |                     |
| Mancini 1’ Vialli 43’ Vierchowod 46’ Cerezo 74’ | Marcatori | 83’ (rig.) Sorbello |

| Arbitro: | Coppetelli (Tivoli) |

|            |           |  |
| Panero 12’ | Marcatori |  |

| Arbitro: | Sanguineti (Chiavari) |

|                                       |           |              |
| Montesano 29’ Casilli 41’ Bergamo 45’ | Marcatori | 54’ Giannini |

| Arbitro: | Nicchi (Arezzo) |

|             |           |                              |
| Angelini 2’ | Marcatori | 31’, 69’ Vialli 46’ Pradella |

## Secondo turno

### Girone 1
| Squadra           | P.ti | G | V | N | P | GF | GS | DR |
| ----------------- | ---- | - | - | - | - | -- | -- | -- |
| 1. Verona         | 5    | 3 | 2 | 1 | 0 | 10 | 1  | +9 |
| 2. Milan          | 3    | 3 | 1 | 1 | 1 | 4  | 2  | +2 |
| 3. Torino         | 3    | 3 | 1 | 1 | 1 | 2  | 5  | -3 |
| 4. Sambenedettese | 1    | 3 | 0 | 1 | 2 | 1  | 9  | -8 |

| Arbitro: | Paparesta (Bari) |

|  |           |                            |
|  | Marcatori | 8’, 75’ Mannari 25’ Baresi |

| Arbitro: | Pezzella (Frattamaggiore) |

|                                            |           |  |
| Troglio 46’ Galderisi 58’ Pacione 72’, 76’ | Marcatori |  |

| Arbitro: | Longhi (Roma) |

|                   |           |              |
| Baresi 41’ (rig.) | Marcatori | 36’ Caniggia |

| Arbitro: | Frigerio (Milano) |

|            |           |            |
| Valoti 28’ | Marcatori | 32’ Müller |

| Arbitro: | Lo Bello (Siracusa) |

|                      |           |  |
| Bresciani 28’ (rig.) | Marcatori |  |

| Arbitro: | Di Cola (Avezzano) |

|                                                                          |           |  |
| Marcato 18’ (aut.) Caniggia 26’, 86’ Gasparini 61’ Bortolazzi 79’ (rig.) | Marcatori |  |

### Girone 2
| Squadra   | P.ti | G | V | N | P | GF | GS | DR |
| --------- | ---- | - | - | - | - | -- | -- | -- |
| 1. Napoli | 5    | 3 | 2 | 1 | 0 | 7  | 1  | +6 |
| 2. Lecce  | 4    | 3 | 1 | 2 | 0 | 5  | 3  | +2 |
| 3. Cesena | 3    | 3 | 1 | 1 | 1 | 5  | 4  | +1 |
| 4. Modena | 0    | 3 | 0 | 0 | 3 | 2  | 11 | -9 |

| Arbitro: | Calabretta (Catanzaro) |

|                                                |           |          |
| Holmqvist 6’ Bordin 20’ Traini 54’ (rig.), 81’ | Marcatori | 65’ Aimo |

| Arbitro: | Longhi (Roma) |

|              |           |              |
| Paciocco 29’ | Marcatori | 42’ Maradona |

| Arbitro: | Satariano (Palermo) |

|                                    |           |                    |
| Paciocco 10’ Pasculli 32’ Enzo 85’ | Marcatori | 23’ (rig.) Bonaldi |

| Arbitro: | Lo Bello (Siracusa) |

|                             |           |  |
| Carannante 28’ Maradona 58’ | Marcatori |  |

| Arbitro: | Agnolin (Bassano del Grappa) |

|           |           |              |
| Leoni 38’ | Marcatori | 73’ Pasculli |

| Arbitro: | Pairetto (Torino) |

|  |           |                                                    |
|  | Marcatori | 29’ (rig.), 66’ Maradona 37’ Careca 73’ Carannante |

### Girone 3
| Squadra    | P.ti | G | V | N | P | GF | GS | DR |
| ---------- | ---- | - | - | - | - | -- | -- | -- |
| 1. Pisa    | 4    | 3 | 1 | 2 | 0 | 6  | 4  | +2 |
| 2. Ancona  | 4    | 3 | 1 | 2 | 0 | 3  | 2  | +1 |
| 3. Roma    | 2    | 3 | 1 | 0 | 2 | 5  | 5  | 0  |
| 4. Pescara | 2    | 3 | 0 | 2 | 1 | 4  | 7  | -3 |

| Arbitro: | Amendolia (Messina) |

|         |           |                |
| Tita 1’ | Marcatori | 46’ Ceramicola |

| Arbitro: | D'Elia (Salerno) |

|                                              |           |                     |
| Severeyns 50’ Piovanelli 57’ Been 86’ (rig.) | Marcatori | 77’ (rig.) Giannini |

| Arbitro: | Magni (Bergamo) |

|                |           |  |
| Spigarelli 78’ | Marcatori |  |

| Arbitro: | Pezzella (Frattamaggiore) |

|                      |           |                         |
| Pagano 43’ Bruno 70’ | Marcatori | 19’ Bernazzani 68’ Been |

| Arbitro: | Longhi (Roma) |

|                 |           |            |
| Been 78’ (rig.) | Marcatori | 31’ Brondi |

| Arbitro: | Paparesta (Bari) |

|                                                      |           |            |
| Policano 13’ Völler 26’ Giannini 56’ Tempestilli 66’ | Marcatori | 29’ Júnior |

### Girone 4
| Squadra      | P.ti | G | V | N | P | GF | GS | DR |
| ------------ | ---- | - | - | - | - | -- | -- | -- |
| 1. Sampdoria | 5    | 3 | 2 | 1 | 0 | 5  | 1  | +4 |
| 2. Atalanta  | 4    | 3 | 2 | 0 | 1 | 5  | 3  | +2 |
| 3. Bari      | 3    | 3 | 1 | 1 | 1 | 5  | 6  | -1 |
| 4. Monza     | 0    | 3 | 0 | 0 | 3 | 3  | 8  | -5 |

| Arbitro: | Bruni (Arezzo) |

|                                |           |                           |
| Zanoncelli 21’ (rig.) Ganz 89’ | Marcatori | 17’, 54’ Monelli 58’ Lupo |

| Arbitro: | Sguizzato (Verona) |

|            |           |  |
| Vialli 58’ | Marcatori |  |

| Arbitro: | Cornieti (Forlì) |

|             |           |            |
| Monelli 42’ | Marcatori | 65’ Vialli |

| Arbitro: | Fabricatore (Roma) |

|          |           |                          |
| Ganz 51’ | Marcatori | 38’ Incocciati 55’ Prytz |

| Arbitro: | D'Elia (Salerno) |

|                                     |           |                    |
| Garlini 31’ Strömberg 73’ Prytz 79’ | Marcatori | 89’ (rig.) Monelli |

| Arbitro: | Dal Forno (Ivrea) |

|                                         |           |  |
| Vialli 16’ Víctor Muñoz 21’ Salsano 61’ | Marcatori |  |

### Girone 5
| Squadra       | P.ti | G | V | N | P | GF | GS | DR |
| ------------- | ---- | - | - | - | - | -- | -- | -- |
| 1. Lazio      | 5    | 3 | 2 | 1 | 0 | 3  | 1  | +2 |
| 2. Fiorentina | 4    | 3 | 2 | 0 | 1 | 7  | 4  | +3 |
| 3. Inter      | 2    | 3 | 0 | 2 | 1 | 5  | 6  | -1 |
| 4. Udinese    | 1    | 3 | 0 | 1 | 2 | 1  | 5  | -4 |

| Arbitro: | Pairetto (Torino) |

|             |           |  |
| Dezotti 26’ | Marcatori |  |

| Arbitro: | Cornieti (Forlì) |

|                     |           |                 |
| De Vitis 15’ (rig.) | Marcatori | 40’ (rig.) Díaz |

| Arbitro: | Guidi (Bologna) |

|                                      |           |  |
| Baggio 50’, 89’ (rig.) Borgonovo 84’ | Marcatori |  |

| Arbitro: | Agnolin (Bassano del Grappa) |

|            |           |            |
| Dezotti 1’ | Marcatori | 6’ Bianchi |

| Arbitro: | Baldas (Trieste) |

|                                      |           |                                                 |
| Matthäus 20’ (rig.), 83’ Morello 68’ | Marcatori | 28’ Borgonovo 29’, 52’ (rig.) Baggio 67’ Mattei |

| Arbitro: | Magni (Bergamo) |

|  |           |                |
|  | Marcatori | 57’ Rubén Sosa |

### Girone 6
| Squadra     | P.ti | G | V | N | P | GF | GS | DR |
| ----------- | ---- | - | - | - | - | -- | -- | -- |
| 1. Ascoli   | 4    | 3 | 1 | 2 | 0 | 3  | 1  | +2 |
| 2. Como     | 4    | 3 | 1 | 2 | 0 | 2  | 1  | +1 |
| 3. Juventus | 3    | 3 | 1 | 1 | 1 | 2  | 2  | 0  |
| 4. Brescia  | 1    | 3 | 0 | 1 | 2 | 0  | 3  | -3 |

| Arbitro: | Nicchi (Arezzo) |

|            |           |  |
| Simone 73’ | Marcatori |  |

| Arbitro: | Baldas (Trieste) |

|  |           |                                |
|  | Marcatori | 16’ (aut.) Zavarov 29’ Benetti |

| Brescia 21 settembre 1988, ore 20:30 CEST 2ª giornata | Brescia                       | 0 – 0 referto | Ascoli | Stadio Mario Rigamonti (10.000 spett.)\| Arbitro: \| Quartuccio (Torre Annunziata) \| |
| Arbitro:                                              | Quartuccio (Torre Annunziata) |               |        |                                                                                       |

| Torino 21 settembre 1988, ore 20:30 CEST 2ª giornata | Juventus       | 0 – 0 referto | Como | Stadio Comunale Vittorio Pozzo (40.000 spett.)\| Arbitro: \| Luci (Firenze) \| |
| Arbitro:                                             | Luci (Firenze) |               |      |                                                                                |

| Arbitro: | Pezzella (Frattamaggiore) |

|             |           |                  |
| Benetti 65’ | Marcatori | 90’ Corneliusson |

| Arbitro: | Coppetelli (Tivoli) |

|  |           |                 |
|  | Marcatori | 9’, 29’ Zavarov |

Si qualificano ai quarti di finale Verona, Napoli, Pisa, Sampdoria, Lazio, Ascoli e, come migliori seconde classificate, Fiorentina e Atalanta(quest'ultima dopo sorteggio con il Lecce).

## Quarti di finale
| Squadra 1 | Totale | Squadra 2  | Andata | Ritorno |
| --------- | ------ | ---------- | ------ | ------- |
| Atalanta  | 4 - 3  | Lazio      | 2 - 0  | 2 - 3   |
| Napoli    | 4 - 3  | Ascoli     | 3 - 0  | 1 - 3   |
| Sampdoria | 4 - 1  | Fiorentina | 3 - 0  | 1 - 1   |
| Verona    | 2 - 2  | Pisa       | 2 - 1  | 0 - 1   |

### Andata
| Arbitro: | Pezzella (Frattamaggiore) |

|                              |           |  |
| Serioli 59’ Evair 76’ (rig.) | Marcatori |  |

| Arbitro: | Di Cola (Avezzano) |

|                                   |           |  |
| Corradini 50’ Neri 52’ Careca 71’ | Marcatori |  |

| Arbitro: | Lanese (Messina) |

|                                   |           |  |
| Mancini 14’ Cerezo 25’ Vialli 80’ | Marcatori |  |

| Arbitro: | Fabricatore (Roma) |

|                              |           |               |
| Terracciano 14’ Marangon 69’ | Marcatori | 29’ Severeyns |

### Ritorno
| Arbitro: | Sguizzato (Verona) |

|                                 |           |                  |
| Marino 16’ Gregucci 49’ Pin 82’ | Marcatori | 41’, 56’ Madonna |

| Arbitro: | Fabricatore (Roma) |

|                                  |           |               |
| Giordano 7’ (rig.), 42’ Gori 47’ | Marcatori | 20’ Carnevale |

| Arbitro: | Frigerio (Milano) |

|                      |           |                |
| Pellegrini 7’ (aut.) | Marcatori | 70’ Pellegrini |

| Arbitro: | Pezzella (Frattamaggiore) |

|                |           |  |
| Incocciati 85’ | Marcatori |  |

## Semifinali
| Squadra 1 | Totale | Squadra 2 | Andata | Ritorno |
| --------- | ------ | --------- | ------ | ------- |
| Atalanta  | 3 - 6  | Sampdoria | 2 - 3  | 1 - 3   |
| Pisa      | 0 - 3  | Napoli    | 0 - 2  | 0 - 1   |

### Andata
| Arbitro: | Pairetto (Torino) |

|                             |           |                                             |
| Fortunato 52’ Pasciullo 88’ | Marcatori | 54’ (aut.) Strömberg 60’ (rig.), 72’ Vialli |

| Arbitro: | Lo Bello (Siracusa) |

|  |           |                            |
|  | Marcatori | 35’ Carnevale 69’ Maradona |

### Ritorno
| Arbitro: | Pezzella (Frattamaggiore) |

|                                    |           |               |
| Mancini 18’, 85’ Vialli 55’ (rig.) | Marcatori | 68’ Prandelli |

| Arbitro: | Sguizzato (Verona) |

|            |           |  |
| Romano 13’ | Marcatori |  |

## Finale
| Squadra 1 | Totale | Squadra 2 | Andata        | Ritorno        |
| --------- | ------ | --------- | ------------- | -------------- |
|           |        |           | 7 giugno 1989 | 28 giugno 1989 |
| Napoli    | 1 - 4  | Sampdoria | 1 - 0         | 0 - 4          |

### Andata
| Arbitro: | Lanese (Messina) |

| |            | |
| Renica 55’ | Marcatori  | |
| Giuliano Giuliani Giancarlo Corradini Giovanni Francini Luca Fusi (50' Maurizio Neri) Alemão Alessandro Renica Antonio Carannante Massimo Crippa Careca Diego Armando Maradona Andrea Carnevale | Formazioni | Gianluca Pagliuca Marco Lanna Amedeo Carboni Fausto Pari Pietro Vierchowod Luca Pellegrini Victor Munoz (77' Fausto Salsano) Toninho Cerezo Gianluca Vialli Roberto Mancini Giuseppe Dossena (71' Fulvio Bonomi) |
| Ottavio Bianchi | Allenatori | Narciso Pezzotti (Direttore tecnico) Vujadin Boškov |

### Ritorno
| Arbitro: | Lo Bello (Siracusa) |

| |            | |
| Vialli 32’ Cerezo 38’ Vierchowod 47’ Mancini 59’ (rig.) | Marcatori  | |
| Gianluca Pagliuca Marco Lanna Amedeo Carboni Fausto Pari Pietro Vierchowod Luca Pellegrini Victor Munoz (87' Fulvio Bonomi) Toninho Cerezo Gianluca Vialli (83' Fausto Salsano) Roberto Mancini Giuseppe Dossena | Formazioni | Giuliano Giuliani Giancarlo Corradini Giovanni Francini Luca Fusi (80' Tebaldo Bigliardi) Alemão Alessandro Renica Massimo Crippa Fernando De Napoli Careca Diego Armando Maradona Antonio Carannante (51' Maurizio Neri) |
| Narciso Pezzotti (Direttore tecnico) Vujadin Boškov | Allenatori | Ottavio Bianchi |